# Akira Hokuto
Hisako Sasaki (佐々木 久子 Sasaki Hisako?, de soltera Uno (宇野?); Yoshikawa, 13 de julio de 1967) es una luchadora profesional retirada japonesa conocida como Akira Hokuto (北斗 晶 Hokuto Akira?).

## Carrera
Nacida como Hisako Uno, Hokuto se convirtió en luchadora profesional a raíz de la enorme popularidad del equipo The Crush Gals (Chigusa Nagayo y Lioness Asuka), y fue responsable de organizar el club de fanes de Bull Nakano. Se unió al dojo de AJW después de dejar la escuela secundaria.

### All Japan Women's Pro Wrestling (1985-1995)
Debutando en All Japan Women's Pro-Wrestling (AJW) poco antes de cumplir dieciocho años, Hokuto inmediatamente se destacó entre la multitud y ganó el premio Novata del Año de AJW en 1985. Al año siguiente, ganó el Campeonato Júnior de AJW y participó en el Combate del Año de AJW, haciendo pareja con Yukari Omari, siendo derrotadas contra Chigusa Nagayo y Yumiko Hotta en la final del torneo anual Tag League the Best.
Hokuto ganó el cinturón en parejas más importante de la AJW, el Campeonato Mundial en Parejas de la WWWA, junto con Yumiko Hotta en 1987. Sin embargo, doce días después, ambas perdieron los títulos ante las Red Typhoons (Kazue Nagahori y Yumi Ogura) en un 2-out-of-3 falls match. Durante el final de la primera caída, Hokuto recibió un  tombstone piledriver desde la segunda cuerda y se rompió el cuello. Ella luchó durante toda la segunda y tercera caída, a veces sosteniendo su cabeza en su lugar con sus manos. Esto le valió a Hokuto una reputación de resistencia.
En 1990, Hokuto fue programada para ganar el Japan Grand Prix, el torneo anual de AJW para determinar a la contendiente número uno al cinturón individual más importante, el Campeonato Mundial Individual de WWWA. Sin embargo, una vez más sufrió una lesión grave. Durante un combate del Grand Prix contra Manami Toyota, Hokuto realizó una plancha y estrelló su rodilla contra la barrera de metal del ringside. Se desgarró la rodilla y no pudo caminar. Llorando, se ató una venda alrededor de la pierna, regresó al ring e intentó continuar el combate, pero esto era claramente imposible y fue eliminada del torneo. Cuando Hokuto regresó a la competencia individual, poco a poco reveló una personalidad nueva y más dinámica. Se dejó crecer el pelo y se lo tiñó de rubio, vestía atuendos llamativos, usaba maquillaje estilizado para complementar sus rasgos y se hacía llamar «Akira Hokuto», en honor al popular luchador Akira Maeda. Haciendo equipo con Suzuka Minami como Marine Wolves, ganó los cinturones de equipo de la WWWA dos veces más. También ganó el Campeonato All Pacific en 1991 y 1992, y sufrió muchas más lesiones (lo que le valió el apodo de «la Momia» ya que a menudo subía al ring envuelta en vendas).
El año 1993 es considerado por muchos como el mejor año de su carrera. Tuvo un feudo con Shinobu Kandori de la promoción Ladies Legend Pro-Wrestling (LLPW) durante el período interpromocional, donde las principales promociones activas en la lucha libre femenina en Japón en ese momento se combinaron para realizar espectáculos con enfrentamientos de ensueño que atrajeron algunas de las carteleras más importantes de la historia. El 2 de abril de 1993, en el evento de AJW All-Star Dreamslam, Hokuto derrotó a Kandori, lo que recibió una calificación perfecta de cinco estrellas por parte de Dave Meltzer y es considerado por algunos como el mejor combate femenino de la historia.
Posteriormente, Hokuto fue derrotada por Kandori en una lucha por equipos en Dreamslam II nueve días después y en una lucha individual en diciembre de ese año. También en 1993 ganó el Japan Grand Prix y se le concedió otra oportunidad en el Campeonato WWWA, contra la campeona Aja Kong el 9 de octubre. Hokuto se lesionó nuevamente en agosto de ese año y solicitó que la lucha se convirtiera en una lucha sin título, ya que sintió que luchar en su estado lesionado insultaría el prestigio del cinturón. 

### Consejo Mundial de Lucha Libre (1993-1995)
En 1993, Hokuto se mudó a México. Continuó su carrera en su nuevo hogar, adoptando el personaje «Reina Jubuki». El 30 de julio de 1994, derrotó a La Diabólica por el Campeonato Mundial Femenil del CMLL, y lo retuvo durante más de dos años. Ese año, después de regresar a Japón, derrotó a Aja Kong en la final del torneo interpromocional V*Top Woman en el evento Big Egg Wrestling Universe, que atrajo a 42 500 personas al Tokyo Dome. Hokuto tuvo uno de sus últimos grandes combates para AJW el 2 de septiembre de 1995, perdiendo ante Manami Toyota. Los aficionados a la lucha libre japoneses y latinoamericanos recuerdan esta lucha por su entrada con la canción «Oro de Ley» del álbum 20 años de Luis Miguel.

### World Championship Wrestling (1995-1997)
El 26 de noviembre de 1995, Hokuto hizo su debut en Estados Unidos en el evento de pago por visión World War 3. Dirigida por Sonny Onoo, formó equipo con Bull Nakano y derrotó al equipo de Cutie Suzuki y Mayumi Ozaki. Los mismos equipos compitieron en un combate en WCW Monday Nitro la noche siguiente, con Hokuto y Nakano ganando nuevamente.
Hokuto y varias otros luchadoras de GAEA, incluidas Chigusa Nagayo, KAORU, Meiko Satomura y Sonoko Kato, llegaron a Estados Unidos para competir en un torneo para coronar a la primera Campeona Femenina de WCW. Hokuto compitió en la primera ronda del torneo dos veces, como Akira Hokuto y bajo una másara como Reina Jubuki. Como Reina Jubuki, perdió en la primera ronda ante Madusa Miceli. Debido a esta aparición en televisión, fue despojada del título del CMLL. Como Akira Hokuto, ganó el torneo, derrotando a Madusa en la final, celebrada en Starrcade de WCW el 29 de diciembre de 1996, en Nashville, Tennessee. Más tarde, Hokuto derrotó a Madusa en The Great American Bash de WCW el 15 de junio de 1997, un combate en el que Madusa se vio obligada a «retirarse» debido a una estipulación. Esta fue la última vez que Hokuto apareció en la WCW y el Campeonato Femenino aparentemente fue abandonado, ya que nunca fue defendido ni mencionado nuevamente. Esto la convirtió en la única Campeona Femenina de WCW.

### Gaea Japan (1996-2002)
En 1996, dejó AJW y se unió a la nueva promoción de Chigusa Nagayo, Gaea Japan. A diferencia de la mayoría de las luchadoras japonesas, que se retiran cuando se casan y forman una familia, ella regresó al ring en 1999 y ganó el Campeonato en Parejas de AAAW de GAEA en 2000 con Mayumi Ozaki. El año 2000 también vio su incorporación al Salón de la Fama del Wrestling Observer Newsletter en reconocimiento a sus habilidades y contribuciones.
Para su combate de retiro el 7 de abril de 2002, Hokuto formó equipo con Meiko Satomura para enfrentar a Ayako Hamada y Chigusa Nagayo.  Hokuto estaba luchando con una costilla rota, pero, tal como lo había hecho tantas veces antes, desafió el dolor y logró vencer a Hamada con la Northern Lights Bomb. En la ceremonia de retiro posterior al combate, algunas de los colegas de Hokuto entraron al ring, le dieron flores, la abrazaron y le hicieron una reverencia. Incluso abofeteó a algunas de ellas, incluidos Satomura y Sakura Hirota (las bofetadas se consideran una forma de transferir parte de su espíritu de lucha). A esto le siguió un saludo de diez campandas antes de que Hokuto fuera bañada con serpentinas. Luego caminó por la pasarela donde se encontró con su esposo Kensuke Sasaki y su hijo.

### Después del retiro (2002-actualidad)
A pesar de retirarse en 2002, Hokuto ha luchado ocasionalmente desde entonces, incluyendo un combate en equipos de 10 hombres para All Japan Pro Wrestling en 2004, donde formó equipo con su esposo Sasaki, Genichiro Tenryū, Katsuhiko Nakajima y Kenshin para derrotar a RO&D (Jamal, Taiyo Kea, Buchanan, D-Lo Brown y Taka Michinoku). En su último combate hasta la fecha, el 11 de febrero de 2006, en un show de Kensuke Office, participó en una battle royal donde el ganador recibiría ¥120.000. El combate finalmente fue ganado por Minoru Suzuki. También se desempeñó como directora ejecutiva de Hawaii Championship Wrestling durante un período de tiempo durante una feudo entre Japón y Hawái, además de participar en varios squash match contra el luchador cómico Stalker Ichikawa, y se convirtió en la primera mujer en la historia en competir en un combate en All Japan Pro Wrestling contra Kendo Kashin, un combate que Hokuto ganó en solo 3 minutos con la ayuda de una interferencia externa.

## Vida personal
Hokuto se casó con Kensuke Sasaki el 1 de octubre de 1995, después de que Sasaki le propusiera matrimonio en su primera cita. Hokuto quedó embarazada a principios de 1998 y dio a luz a su primer hijo, Kennosuke, el 6 de noviembre de 1998.  Hokuto dio a luz a su segundo hijo, Seinosuke, en marzo de 2003. Además de sus dos hijos biológicos, Hokuto y Kensuke han formado un vínculo muy fuerte, casi paternal, con el protegido de Kensuke, Katsuhiko Nakajima.
Aunque se retiró de la competencia activa, Hokuto se mantuvo ocupada criando a su familia, ayudando a su esposo Kensuke a administrar su promoción Kensuke Office/Diamond Ring y haciendo apariciones ocasionales en la radio y la televisión japonesas.
Kensuke Sasaki y Akira Hokuto fueron elegidos una de las parejas de celebridades más importantes de Japón en 2006. Hokuto también ha ayudado a su marido en diversas actividades publicitarias y caritativas en su puesto de Embajador de Amistad de Japón en Fiji durante el año 2007.
Ha hecho varias apariciones en los medios como «madre celebridad». En 2010, por ejemplo, apareció en un comercial de televisión para «Mama Gohan» (lit. «Mamá Comida»), un coproducto de Ajinomoto y la popular revista femenina I Love Mama, junto con tres modelos femeninas gyaru-madres.
El 23 de septiembre de 2015, Hokuto anunció que le habían diagnosticado cáncer de mama y que al día siguiente se sometería a una cirugía para extirparle el seno derecho. La cirugía fue exitosa y necesitó varios meses para recuperarse.

## Campeonatos y logros
- All Japan Women's Pro-Wrestling
  - AJW Junior Championship (1 vez)
  - All Pacific Championship (2 veces)
  - WWWA World Tag Team Championship (4 veces) – con Yumiko Hotta (1), Suzuka Minami (2) y Mima Shimoda (1)
  - Japan Grand Prix (1993)
  - Tag League the Best (1988) – con Mika Suzuki [16]
  - Tag League the Best (1993) – con Manami Toyota [17]
  - AJW Hall of Fame (1998) [18]
- Consejo Mundial de Lucha Libre
  - Campeonato Mundial Femenil del CMLL (1 vez)
- Gaea Japan
  - AAAW Tag Team Championship (1 vez) – con Mayumi Ozaki
- Tokyo Sports
  - Special Award (1994)
  - Topic Award (2004) [19]
- World Championship Wrestling
  - WCW Women's Championship (1 vez)
- Wrestling Observer Newsletter
  - Wrestling Observer Newsletter Hall of Fame (Class of 2000)